# André Charles Membrede
André Charles (de) Membrede, ook wel (incorrect) Membrède (Maastricht, 4 november 1758 - Aken, 25 oktober 1831), was een Nederlands-Frans jurist en politicus. Hij was onder andere lid van het Franse Lagerhuis, voorzitter van de Tweede Kamer der Staten-Generaal, burgemeester van Maastricht en gouverneur van Antwerpen. In 1817 verkreeg hij het adellijke predicaat van 'jonkheer'.

## Biografie
André Charles was de zoon van Joannes Petrus Membrede (1704-1777), schepen van Maastricht, en van Anna Elisabeth Limpens (1717-1791). Hij studeerde rechten aan de Universiteit van Leuven, waar hij in 1778 promoveerde. Na een periode in de advocatuur (1778-1782) was hij werkzaam als bibliothecaris. Hij werd in 1780 en 1783 verkozen tot schepen van Luikse zijde te Maastricht. In 1788 werd hij burgemeester van Luikse zijde (tot juli 1789). Later dat jaar liep hij door patriottische tegenstellingen in de raad de belangrijke functie van stadspensionaris mis, ondanks het feit dat zowel medeburgemeester Alexandre Quirin Collard als stadhouder Willem V zijn kandidatuur ondersteunden.
Na de inname van Maastricht door Kléber in 1794 stelde Membrede zich meteen ter beschikking van de nieuwe Franse gezagvoerders, die gretig gebruik maakten van zijn diensten. Hij vervulde naast zijn juridische functie verschillende bestuursfuncties. In de periode 1796-1811 was hij president van het Tribunal Supérieur, het crimineel gerechtshof te Maastricht. Daarnaast was hij administrateur van het departement Nedermaas. Eind 1796 reisde Membrede naar Parijs om te voorkomen dat Nedermaas bij een voorgenomen bestuurlijke herindeling zou worden samengevoegd met het departement Ourthe, waarvoor enkele Luikenaren zich sterk maakten. Membrede en zijn vriend Charles Roemers kregen het voor elkaar dat het departement Nedermaas gehandhaafd bleef, daarmee de grondslag leggend voor de latere provincies Limburg.

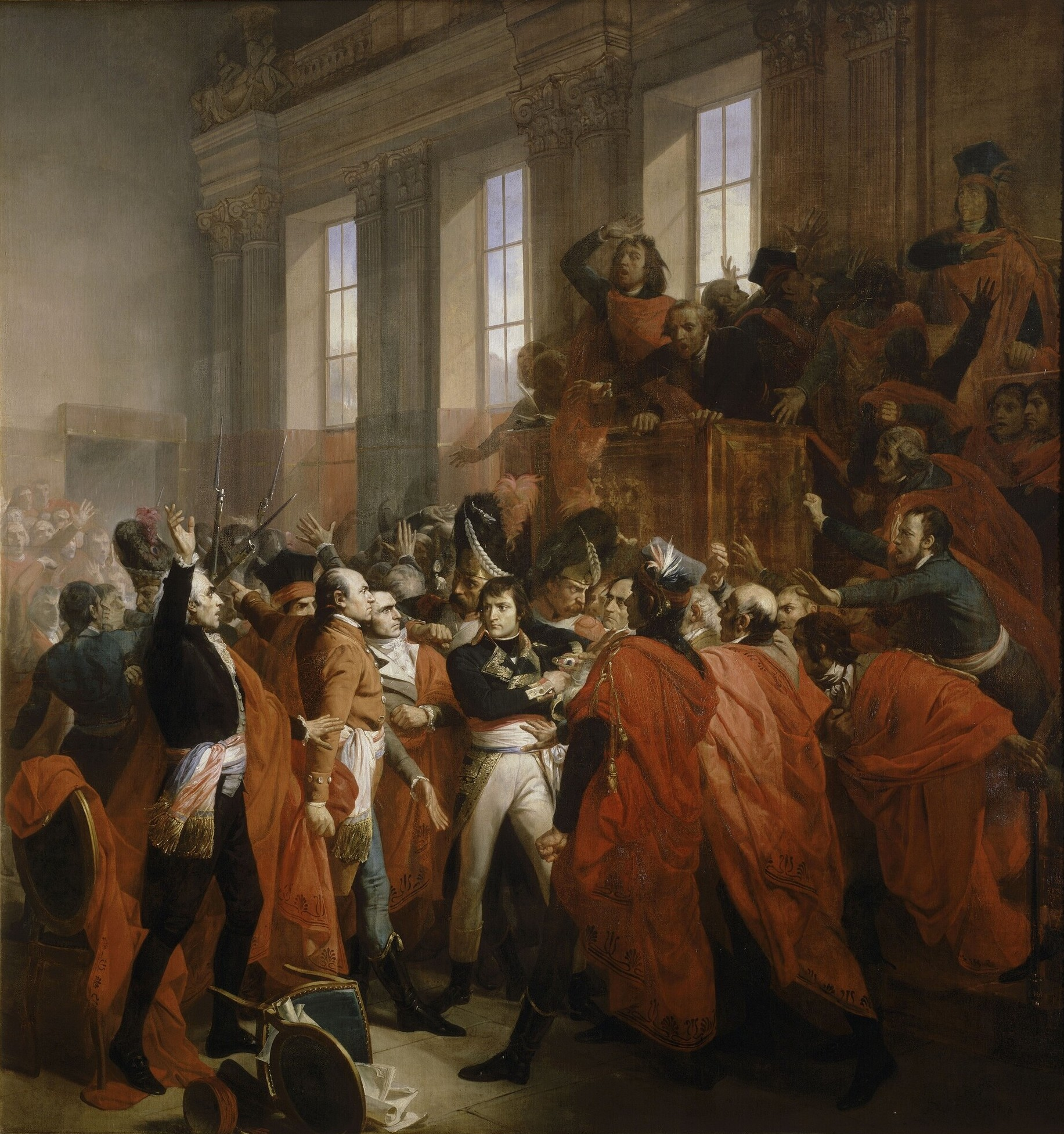
Napoleon te midden van de Raad van Vijfhonderd na de coup van 9 november 1799. Membrede hoorde bij de tegenstanders en moest uit deze zaal vluchten

In 1798 stelde Membrede zich kandidaat en werd hij gekozen tot lid van de Raad van Vijfhonderd (Conseil des Cinq-Cents), het Franse lagerhuis. Bij de staatsgreep van 9 november 1799 behoorde Membrede niet tot de partij van Napoleon Bonaparte en was hij genoodzaakt om te vluchten uit de vergadering in het kasteel van Saint-Cloud, waarin beslist werd om de macht in handen te geven van de consul. Door de staatsgreep kwam er dus tijdelijk een einde aan Membredes parlementaire carrière, maar hij bleef regionaal bestuurder en jurist. In 1800 werd hij lid van het Tribunal Criminel in Maastricht, in 1812 voorzitter van het Keizerlijk Gerechtshof in Luik en van 1814 tot 1816 president van het Hooggerechtshof in die stad. In 1807 werd hij opnieuw lid van het Franse parlement, het Keizerlijk Wetgevend Lichaam.
Na de val van het Franse bewind zette Membrede zijn loopbaan voort binnen het Verenigd Koninkrijk der Nederlanden. Hij werd op 21 september 1815 lid van de Tweede Kamer der Staten-Generaal voor de nieuw gevormde provincie Limburg. Gedurende de zittingsperiode 1816-1817 en 1820-1821 was hij Kamervoorzitter. Als parlementariër diende hij in 1816 een initiatiefwetsvoorstel in 'tot het vaststellen van bepalingen voor het houden gemeenschap van de Staten-Generaal met de koning', maar dit wetsvoorstel strandde in de Eerste Kamer. Van 10 juni 1818 tot 25 maart 1823 was hij tevens lid van de Raad van State. Zijn Kamerlidmaatschap beëindigde hij op 25 maart 1823 om gouverneur te worden van de Nederlandse provincie Antwerpen (1823-1828). Op 20 maart 1828 nam hij zitting in de Eerste Kamer, waar hij tot zijn overlijden lid van bleef. Na de afscheiding van de Zuidelijke Nederlanden (1830) bleef hij als enig Limburgs parlementariër deel uitmaken van de Eerste Kamer, omdat hij zich als Maastrichtenaar een (Noord-)Nederlander voelde en beantwoordde de vragen of 'wijziging van de nationale instellingen noodzakelijk was en of de betrekkingen tussen Noord en Zuid-Nederland veranderd moesten worden' met een 'neen'.

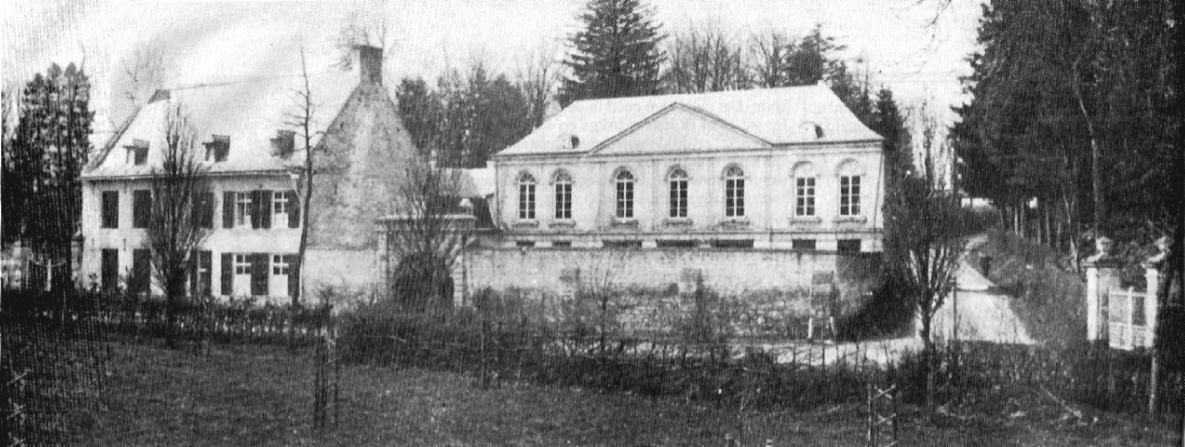
Landgoed Aalbeek, omstreeks 1890, vóór de bouw van het jezuïetenklooster en de aanleg van de provinciale weg

Membrede bleef zijn leven lang ongehuwd en verbleef na 1891 regelmatig op zijn landgoed te Aalbeek, dat hij via zijn moeder geërfd had. Naast al zijn andere functies was hij in Maastricht bibliothecaris van de stadsbibliotheek, kerkmeester van Sint-Jacob en lid van de vrijmetselaarsloges La Nouvelle Alliance en La Constance. Hij overleed op 72-jarige leeftijd in Aken en werd begraven op zijn landgoed te Aalbeek. Een achterneef, Mathijs Walther Ruijters (1785-1852), erfde het landgoed.

## Onderscheidingen
Al in de Franse tijd werd Membrede onderscheiden voor zijn vele verdiensten. In 1803 werd hij Ridder in het Franse Legioen van Eer en in 1809 ridder in de empireadel.
Op 13 september 1817 werd hij benoemd in de Ridderschap van Limburg bij Koninklijk Besluit (N° 95 A), waarna hij het predicaat 'jonkheer' mocht voeren. Waarschijnlijk voegde hij toen ook het voorvoegsel 'de' aan zijn naam toe. In 1829 werd hij benoemd tot minister van Staat. Verder ontving hij het Commandeurschap in de Orde van de Nederlandse Leeuw.

## Nalatenschap
- "Da's sjterk! zag Mombree" is een uitdrukking, die Maastrichtenaren gebruiken als hen iets buitengewoons overkomt. Dit naar de vermeende uitspraak van Membrede toen hij halsoverkop voor de soldaten van Bonaparte moest vluchten, naar verluidt door een raam van de oranjerie van het kasteel van Saint-Cloud, waar op dat moment de Raad van Vijfhonderd vergaderde.[1][7]
- Het familiearchief Membrede bevindt zich in het Regionaal Historisch Centrum Limburg te Maastricht, inventarisnummer 100.[8]
- Van André Charles de Membrede is geen portret bewaard gebleven. In het Noordelijk Gangenstelsel van de Sint-Pietersberg bevindt zich een houtskooltekening uit het begin van de 19e eeuw, waarop vijf leden van het Tribunal Criminel zijn afgebeeld. De voorzitter ("president") in het midden is mogelijk Membrede, hoewel er een andere naam onder lijkt te staan.
- In Scharn, vlak bij Maastricht, ligt de Hoeve Den Kakert, die eigendom was van de vader van Membrede. Mogelijk groeide hij hier op. Het gebouw aan de Wethouder van Caldenborghlaan 35, tegenwoordig een rijksmonument, ligt sinds 1970 in de gemeente Maastricht.[9]
- Membrede liet op het landgoed Aalbeek een nieuw landhuis in neoclassicistische stijl bouwen, waarvan alleen het koetshuis over is (gedeeltelijk herbouwd in de jaren 1990, na een instorting). Van het Engelse landschapspark (1806-1820) is vrijwel niets meer over.
- In de Maastrichtse buurt Sint Maartenspoort is sinds 1911 de Membredestraat naar hem genoemd.
- In Maastricht functioneert het Membredecomité, gelieerd aan de lokale afdeling van de politieke partij D66. Het comité ziet André Charles Membrede als een vroege representant van de verlichte, sociaal liberale traditie in Limburg. Vanaf 2007 reikt het comité eens in de twee jaar een prijs uit aan een Limburger die de nagedachtenis van Membrede waard is.[10]

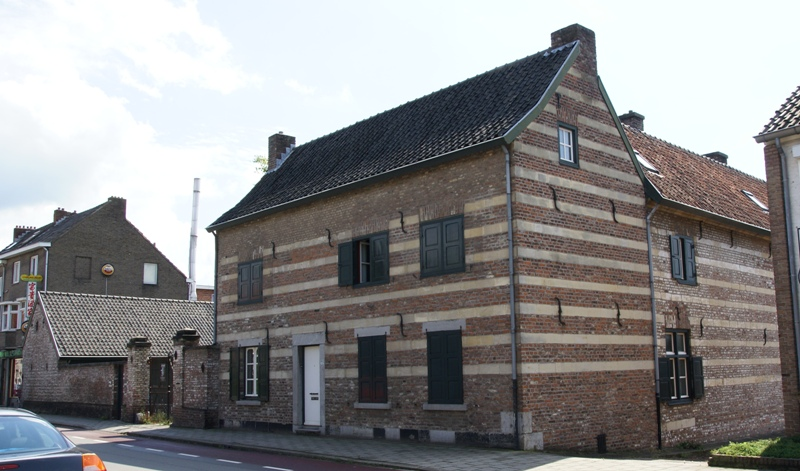
Hoeve den Kakert in Scharn, eigendom van de Membredes
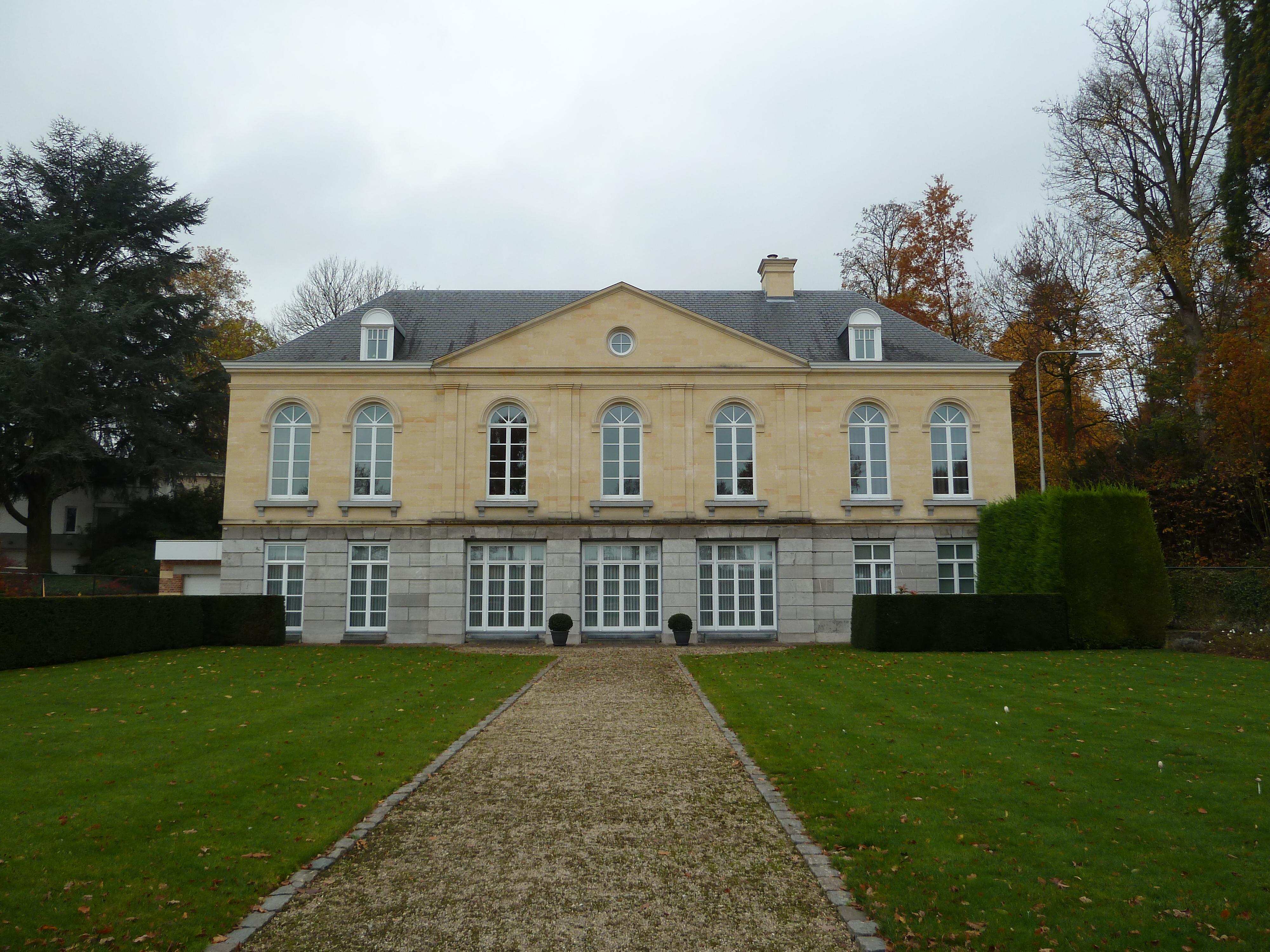
Herbouwd koetshuis op landgoed Aalbeek
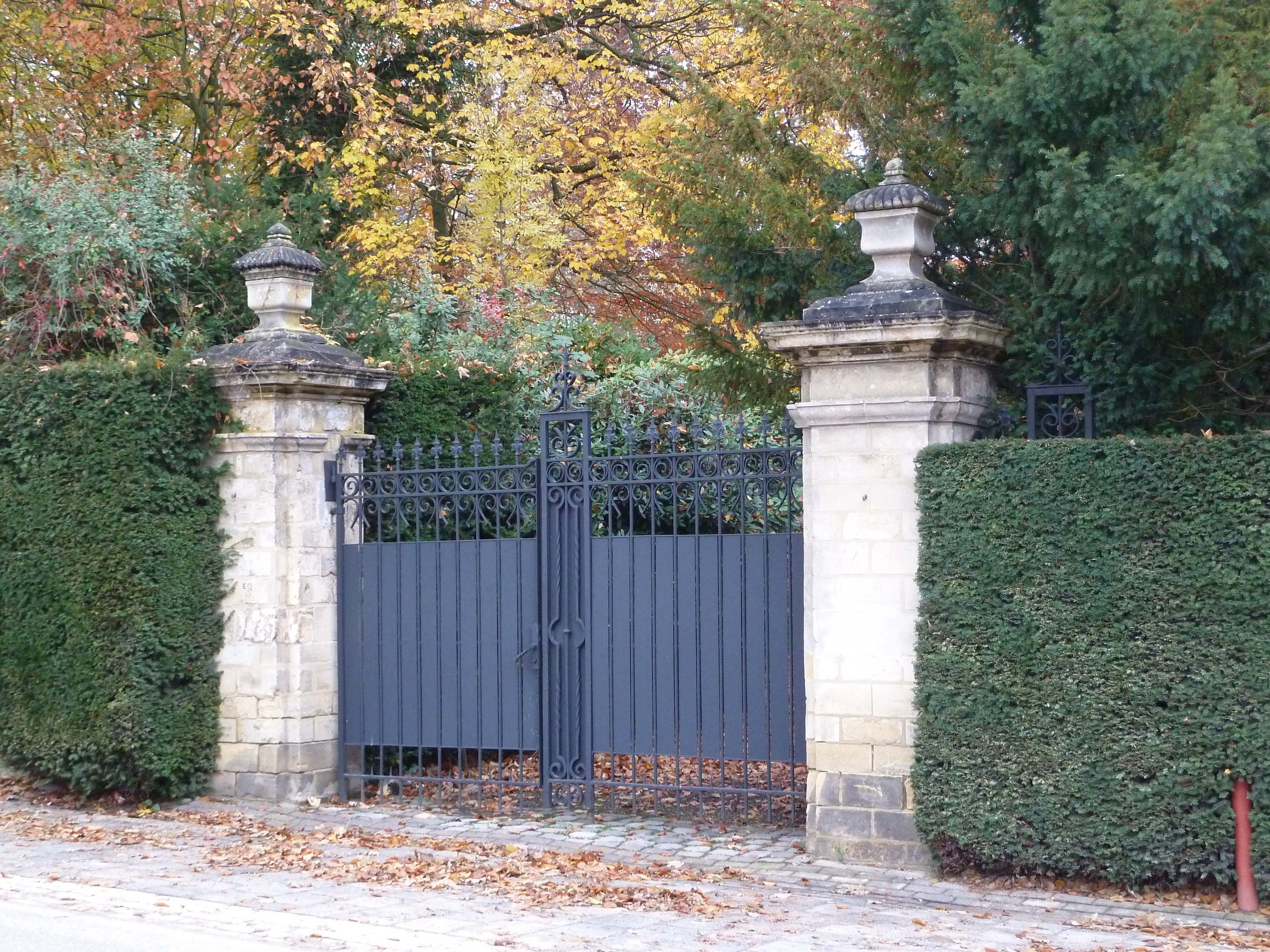
Hekpijlers en restant park in Aalbeek
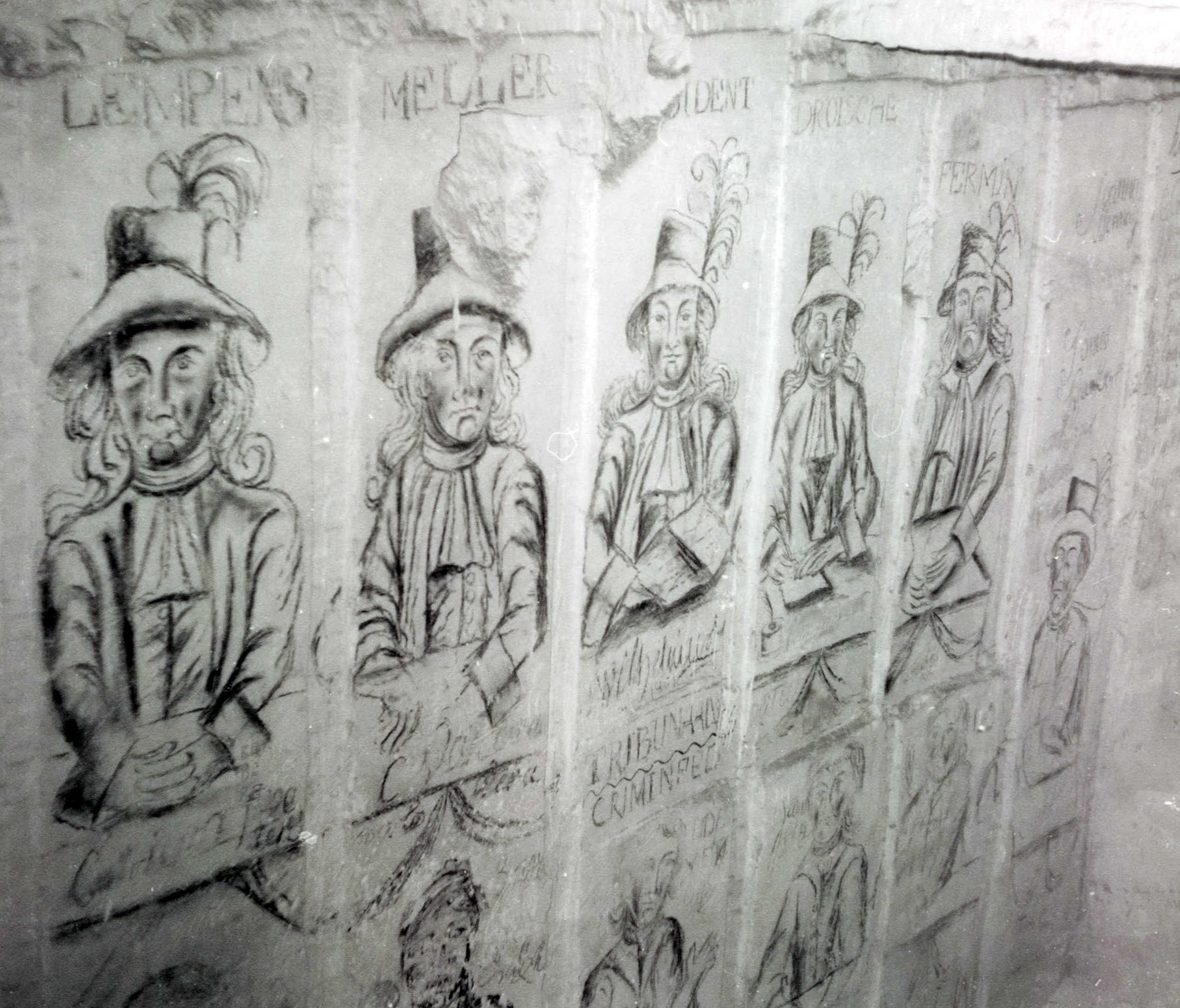
Houtskooltekening Tribunal Criminel, ca. 1800-1820